# Wereldkampioenschappen wielrennen 2010 - Wegrit mannen elite
De 77e editie van de wegrit voor mannen elite op de wereldkampioenschappen wielrennen werd gehouden op 3 oktober 2010. De wedstrijd was de afsluiter van de wereldkampioenschappen wielrennen 2010.

## Deelnemers
| Australië | Australië         | Australië |
| --------- | ----------------- | --------- |
| #         | Renner            | Pos.      |
| 1         | Cadel Evans       | 17        |
| 2         | Baden Cooke       | DNF       |
| 3         | Allan Davis       | 3         |
| 4         | Simon Gerrans     | DNF       |
| 5         | Matthew Goss      | DNF       |
| 6         | Mathew Hayman     | 94        |
| 7         | Stuart O'Grady    | 45        |
| 8         | Michael Rogers    | 96        |
| 9         | Wesley Sulzberger | 95        |

| Spanje | Spanje             | Spanje |
| ------ | ------------------ | ------ |
| #      | Renner             | Pos.   |
| 10     | Carlos Barredo     | ?      |
| 11     | Imanol Erviti      | DNF    |
| 12     | Óscar Freire       | 6      |
| 13     | Juan Manuel Gárate | DNF    |
| 14     | Rubén Plaza        | DNF    |
| 15     | Luis León Sánchez  | DNF    |
| 16     | Samuel Sánchez     | DNF    |
| 17     | Francisco Ventoso  | DNF    |
| 18     | Haimar Zubeldia    | 39     |

| Italië | Italië            | Italië |
| ------ | ----------------- | ------ |
| #      | Renner            | Pos.   |
| 19     | Marzio Bruseghin  | 37     |
| 20     | Francesco Gavazzi | DNF    |
| 21     | Vincenzo Nibali   | 40     |
| 22     | Daniel Oss        | DNF    |
| 23     | Luca Paolini      | 38     |
| 24     | Filippo Pozzato   | 4      |
| 25     | Andrea Tonti      | DNF    |
| 26     | Matteo Tosatto    | DNF    |
| 27     | Giovanni Visconti | 36     |

| België | België            | België |
| ------ | ----------------- | ------ |
| #      | Renner            | Pos.   |
| 28     | Mario Aerts       | DNF    |
| 29     | Jan Bakelants     | DNF    |
| 30     | Kevin De Weert    | DNF    |
| 31     | Philippe Gilbert  | 18     |
| 32     | Leif Hoste        | DNF    |
| 33     | Björn Leukemans   | 20     |
| 34     | Jürgen Roelandts  | DNF    |
| 35     | Greg Van Avermaet | 5      |
| 36     | Frederik Willems  | DNF    |

| Verenigde Staten | Verenigde Staten      | Verenigde Staten |
| ---------------- | --------------------- | ---------------- |
| #                | Renner                | Pos.             |
| 37               | Tyler Farrar          | 81               |
| 38               | Edward King           | 73               |
| 39               | Craig Lewis           | DNF              |
| 40               | Jason McCartney       | DNF              |
| 41               | Danny Pate            | 80               |
| 42               | Thomas Peterson       | DNF              |
| 43               | Tejay van Garderen    | DNF              |
| 44               | David Zabriskie       | DNF              |
| 45               | Christian Vande Velde | 79               |

| Nederland | Nederland           | Nederland |
| --------- | ------------------- | --------- |
| #         | Renner              | Pos.      |
| 46        | Lars Boom           | 41        |
| 47        | Koen de Kort        | 62        |
| 48        | Karsten Kroon       | 47        |
| 49        | Steven Kruijswijk   | 91        |
| 50        | Sebastian Langeveld | 92        |
| 51        | Koos Moerenhout     | 13        |
| 52        | Wout Poels          | 42        |
| 53        | Niki Terpstra       | 19        |
| 54        | Jos van Emden       | DNF       |

| Duitsland | Duitsland       | Duitsland |
| --------- | --------------- | --------- |
| #         | Renner          | Pos.      |
| 55        | Bert Grabsch    | 71        |
| 56        | André Greipel   | 43        |
| 57        | Danilo Hondo    | 82        |
| 58        | Dominic Klemme  | DNF       |
| 59        | Christian Knees | 29        |
| 60        | Paul Martens    | 25        |
| 61        | Tony Martin     | DNF       |
| 62        | Marcel Sieberg  | 58        |
| 63        | Fabian Wegmann  | 14        |

| Luxemburg | Luxemburg      | Luxemburg |
| --------- | -------------- | --------- |
| #         | Renner         | Pos.      |
| 64        | Laurent Didier | 98        |
| 65        | Ben Gastauer   | DNF       |
| 66        | Fränk Schleck  | 16        |

| Rusland | Rusland            | Rusland |
| ------- | ------------------ | ------- |
| #       | Renner             | Pos.    |
| 67      | Pavel Broett       | 49      |
| 68      | Vladimir Goesev    | 21      |
| 69      | Vladimir Karpets   | DNF     |
| 70      | Aleksandr Kolobnev | 7       |
| 71      | Artjom Ovetsjkin   | DNF     |
| 72      | Aleksandr Porsev   | DNF     |
| 73      | Jegor Silin        | 57      |
| 74      | Joeri Trofimov     | DNF     |
| 75      | Edoeard Vorganov   | 61      |

| Noorwegen | Noorwegen            | Noorwegen |
| --------- | -------------------- | --------- |
| #         | Renner               | Pos.      |
| 76        | Edvald Boasson Hagen | DNF       |
| 77        | Thor Hushovd         | 1         |
| 78        | Alexander Kristoff   | 69        |

| Zwitserland | Zwitserland       | Zwitserland |
| ----------- | ----------------- | ----------- |
| #           | Renner            | Pos.        |
| 79          | Michael Albasini  | DNF         |
| 80          | Fabian Cancellara | 50          |
| 81          | Martin Elmiger    | 55          |
| 82          | Martin Kohler     | DNF         |
| 83          | Steve Morabito    | 59          |
| 84          | Grégory Rast      | DNF         |
| 85          | Danilo Wyss       | DNF         |

| Kazachstan | Kazachstan           | Kazachstan |
| ---------- | -------------------- | ---------- |
| #          | Renner               | Pos.       |
| 86         | Asan Bazajev         | 8          |
| 87         | Aleksandr Djatsjenko | 88         |
| 88         | Dmitri Fofonov       | 12         |
| 89         | Valentin Iglinski    | DNF        |
| 90         | Sergej Renev         | DNF        |

| Slovenië | Slovenië        | Slovenië |
| -------- | --------------- | -------- |
| #        | Renner          | Pos.     |
| 91       | Grega Bole      | 11       |
| 92       | Borut Božič     | DNF      |
| 93       | Janez Brajkovič | 22       |
| 94       | Jure Kocjan     | 48       |
| 95       | Kristjan Koren  | DNF      |
| 96       | Simon Špilak    | 31       |
| 97       | Gorazd Štangelj | 44       |

| Frankrijk | Frankrijk         | Frankrijk |
| --------- | ----------------- | --------- |
| #         | Renner            | Pos.      |
| 98        | William Bonnet    | 86        |
| 99        | Sylvain Chavanel  | 63        |
| 100       | Romain Feillu     | 10        |
| 101       | Cyril Gautier     | 32        |
| 102       | Anthony Geslin    | 83        |
| 103       | Sébastien Hinault | 70        |
| 104       | Yoann Offredo     | 26        |

| Canada | Canada           | Canada |
| ------ | ---------------- | ------ |
| #      | Renner           | Pos.   |
| 105    | Christian Meier  | DNF    |
| 106    | Dominique Rollin | DNF    |
| 107    | Svein Tuft       | 85     |

| Verenigd Koninkrijk | Verenigd Koninkrijk | Verenigd Koninkrijk |
| ------------------- | ------------------- | ------------------- |
| #                   | Renner              | Pos.                |
| 108                 | Mark Cavendish      | DNF                 |
| 109                 | Jeremy Hunt         | DNF                 |
| 110                 | David Millar        | DNF                 |

| Colombia | Colombia     | Colombia |
| -------- | ------------ | -------- |
| #        | Renner       | Pos.     |
| 111      | José Serpa   | 34       |
| 112      | Diego Tamayo | DNF      |

| Polen | Polen              | Polen |
| ----- | ------------------ | ----- |
| #     | Renner             | Pos.  |
| 113   | Maciej Bodnar      | DNF   |
| 114   | Michał Gołaś       | 64    |
| 115   | Bartosz Huzarski   | 60    |
| 116   | Jarosław Marycz    | DNF   |
| 117   | Przemysław Niemiec | 78    |
| 118   | Marcin Sapa        | DNF   |

| Venezuela | Venezuela         | Venezuela |
| --------- | ----------------- | --------- |
| #         | Renner            | Pos.      |
| 119       | Carlos José Ochoa | DNF       |
| 120       | Jackson Rodríguez | DNF       |

| Marokko | Marokko                  | Marokko |
| ------- | ------------------------ | ------- |
| #       | Renner                   | Pos.    |
| 121     | Adnane Aarbia            | DNF     |
| 122     | Tarik Chaoufi            | DNF     |
| 123     | Mohammed Said El Ammouri | DNF     |
| 124     | Adil Jelloul             | DNF     |
| 125     | Mouhssine Lahsaini       | DNF     |
| 126     | Abdelatif Saadoune       | DNF     |

| Japan | Japan           | Japan |
| ----- | --------------- | ----- |
| #     | Renner          | Pos.  |
| 127   | Yukiya Arashiro | 9     |
| 128   | Fumiyuki Beppu  | 30    |
| 129   | Yukihiro Doi    | 72    |

| Zuid-Afrika | Zuid-Afrika        | Zuid-Afrika |
| ----------- | ------------------ | ----------- |
| #           | Renner             | Pos.        |
| 130         | Daryl Impey        | DNF         |
| 131         | Darren Lill        | DNF         |
| 132         | Jay Robert Thomson | DNF         |

| Portugal | Portugal        | Portugal |
| -------- | --------------- | -------- |
| #        | Renner          | Pos.     |
| 133      | Hernâni Brôco   | 56       |
| 134      | Samuel Caldeira | DNF      |
| 135      | André Cardoso   | 15       |
| 136      | Manuel Cardoso  | DNF      |
| 137      | José Mendes     | 90       |

| Oekraïne | Oekraïne            | Oekraïne |
| -------- | ------------------- | -------- |
| #        | Renner              | Pos.     |
| 138      | Andrij Hryvko       | DNF      |
| 139      | Denys Kostjoek      | 52       |
| 140      | Oleksandr Kvatsjoek | 93       |
| 141      | Joeri Metloesjenko  | DNF      |
| 142      | Oleksandr Sjejdyk   | 67       |

| Denemarken | Denemarken           | Denemarken |
| ---------- | -------------------- | ---------- |
| #          | Renner               | Pos.       |
| 143        | Lars Bak             | 76         |
| 144        | Matti Breschel       | 2          |
| 145        | Anders Lund          | 24         |
| 146        | Michael Mørkøv       | DNF        |
| 147        | Alex Rasmussen       | DNF        |
| 148        | Chris Anker Sørensen | 23         |

| Litouwen | Litouwen            | Litouwen |
| -------- | ------------------- | -------- |
| #        | Renner              | Pos.     |
| 149      | Ignatas Konovalovas | 89       |

| Tsjechië | Tsjechië      | Tsjechië |
| -------- | ------------- | -------- |
| #        | Renner        | Pos.     |
| 150      | Petr Bencik   | 54       |
| 151      | Leopold König | 87       |

| Nieuw-Zeeland | Nieuw-Zeeland   | Nieuw-Zeeland |
| ------------- | --------------- | ------------- |
| #             | Renner          | Pos.          |
| 152           | Julian Dean     | 77            |
| 153           | Greg Henderson  | DNF           |
| 154           | Hayden Roulston | DNF           |

| Kroatië | Kroatië           | Kroatië |
| ------- | ----------------- | ------- |
| #       | Renner            | Pos.    |
| 155     | Matija Kvasina    | 28      |
| 156     | Hrvoje Miholjević | DNF     |
| 157     | Radoslav Rogina   | 46      |

| Brazilië | Brazilië       | Brazilië |
| -------- | -------------- | -------- |
| #        | Renner         | Pos.     |
| 158      | Murilo Fischer | DNF      |

| Estland | Estland       | Estland |
| ------- | ------------- | ------- |
| #       | Renner        | Pos.    |
| 159     | Tanel Kangert | 84      |
| 160     | Kalle Kriit   | DNF     |

| Argentinië | Argentinië      | Argentinië |
| ---------- | --------------- | ---------- |
| #          | Renner          | Pos.       |
| 161        | Juan José Haedo | 35         |
| 162        | Lucas Haedo     | DNF        |
| 163        | Matías Médici   | DNF        |

| Ierland | Ierland           | Ierland |
| ------- | ----------------- | ------- |
| #       | Renner            | Pos.    |
| 164     | Matthew Brammeier | DNF     |
| 165     | David McCann      | 68      |
| 166     | Nicolas Roche     | 97      |

| Zweden | Zweden          | Zweden |
| ------ | --------------- | ------ |
| #      | Renner          | Pos.   |
| 167    | Gustav Larsson  | 75     |
| 168    | Jonas Ljungblad | 27     |

| Oostenrijk | Oostenrijk     | Oostenrijk |
| ---------- | -------------- | ---------- |
| #          | Renner         | Pos.       |
| 169        | Bernhard Eisel | 65         |
| 170        | Peter Wrolich  | 66         |

| Servië | Servië         | Servië |
| ------ | -------------- | ------ |
| #      | Renner         | Pos.   |
| 171    | Žolt Der       | 99     |
| 172    | Esad Hasanović | DNF    |

| Slowakije | Slowakije     | Slowakije |
| --------- | ------------- | --------- |
| #         | Renner        | Pos.      |
| 173       | Peter Sagan   | DNF       |
| 174       | Martin Velits | 53        |
| 175       | Peter Velits  | 74        |

| Chili | Chili          | Chili |
| ----- | -------------- | ----- |
| #     | Renner         | Pos.  |
| 176   | Carlos Oyarzún | DNF   |

| Wit-Rusland | Wit-Rusland         | Wit-Rusland |
| ----------- | ------------------- | ----------- |
| #           | Renner              | Pos.        |
| 177         | Jawhen Hoetarovitsj | 51          |
| 178         | Kanstantsin Siwtsow | 33          |

## Rituitslag
| #      | Renner             | Land       | Tijd     |
| ------ | ------------------ | ---------- | -------- |
| Goud   | Thor Hushovd       | Noorwegen  | 6u21'49" |
| Zilver | Matti Breschel     | Denemarken | z.t.     |
| Brons  | Allan Davis        | Australië  | z.t.     |
| 4      | Filippo Pozzato    | Italië     | z.t.     |
| 5      | Greg Van Avermaet  | België     | z.t.     |
| 6      | Óscar Freire       | Spanje     | z.t.     |
| 7      | Aleksandr Kolobnev | Rusland    | z.t.     |
| 8      | Asan Bazajev       | Kazachstan | z.t.     |
| 9      | Yukiya Arashiro    | Japan      | z.t.     |
| 10     | Romain Feillu      | Frankrijk  | z.t.     |

1927 · 
1928 · 
1929 · 
1930 · 
1931 · 
1932 · 
1933 · 
1934 · 
1935 · 
1936 · 
1937 · 
1938 · 
1946 · 
1947 · 
1948 · 
1949 · 
1950 · 
1951 · 
1952 · 
1953 · 
1954 · 
1955 · 
1956 · 
1957 · 
1958 · 
1959 · 
1960 · 
1961 · 
1962 · 
1963 · 
1964 · 
1965 · 
1966 · 
1967 · 
1968 · 
1969 · 
1970 · 
1971 · 
1972 · 
1973 · 
1974 · 
1975 · 
1976 · 
1977 · 
1978 · 
1979 · 
1980 · 
1981 · 
1982 · 
1983 · 
1984 · 
1985 · 
1986 · 
1987 · 
1988 · 
1989 · 
1990 · 
1991 · 
1992 · 
1993 · 
1994 · 
1995 · 
1996 · 
1997 · 
1998 · 
1999 · 
2000 · 
2001 · 
2002 · 
2003 · 
2004 · 
2005 · 
2006 · 
2007 · 
2008 · 
2009 ·
2010 · 
2011 · 
2012 · 
2013 · 
2014 · 
2015 · 
2016 · 
2017 · 
2018 · 
2019 · 
2020 · 
2021 · 
2022 · 
2023 · 
2024 · 
2025